# كيوهي ناكامورا
كيوهي ناكامورا (باليابانية: 中村恭平؛ بالكانا: なかむら きょうへい) هو لاعب كرة قاعدة ياباني، ولد في 22 مارس 1989 في هاكاتا-كو في اليابان.

## وصلات خارجية
- كيوهي ناكامورا على موقع الدوري الياباني لكرة القاعدة (الإنجليزية)
- كيوهي ناكامورا على موقعبيزبول رفرنس.كوم (الدوري الثانوي) (الإنجليزية)